# Dendropsophus decipiens
Dendropsophus decipiens és una espècie de granota que viu al Brasil.